# 兵庫県道39号一宮生野線
兵庫県道39号一宮生野線（ひょうごけんどう39ごう いちのみやいくのせん）は、兵庫県宍粟市と朝来市を結ぶ県道（主要地方道）である。

## 概要
砥峰高原から福知峡谷までの約4km間は狭隘区間である。2009年（平成21年）の台風9号による土砂崩れで宍粟市一宮町福知一帯の道路が崩落し通行止となっていたが、平成24年3月30日より解除された。

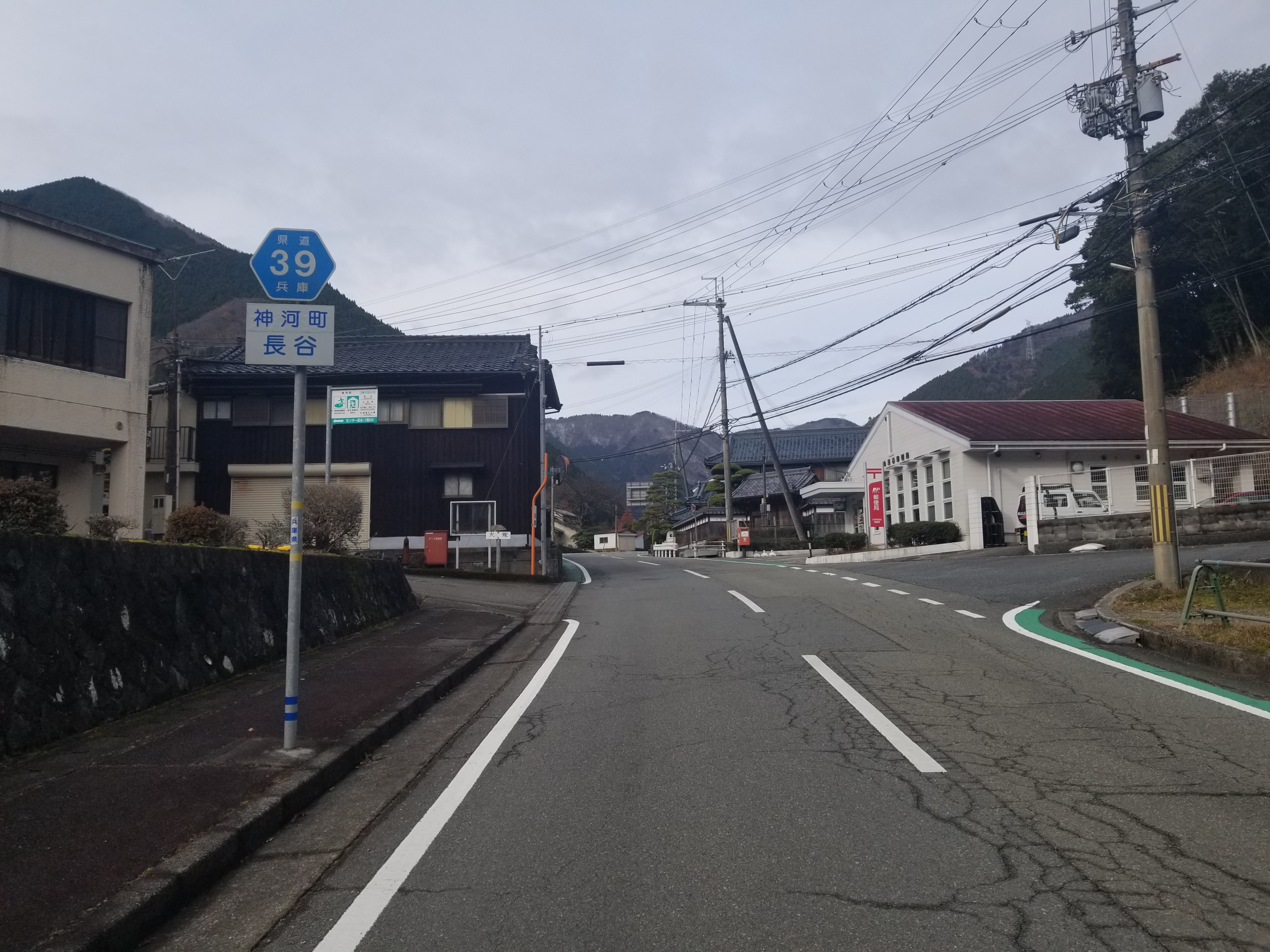
長谷駅付近

### 路線データ
- 起点：宍粟市一宮町福知（兵庫県道6号養父宍粟線交点）
- 終点：朝来市生野町口銀谷（生野交差点、国道312号交点）

## 歴史
- 1993年（平成5年）5月11日 - 建設省から、県道福知生野線が一宮生野線として主要地方道に指定される[2]。

## 地理

### 通過する自治体
- 宍粟市
- 神崎郡神河町
- 朝来市

### 交差する道路

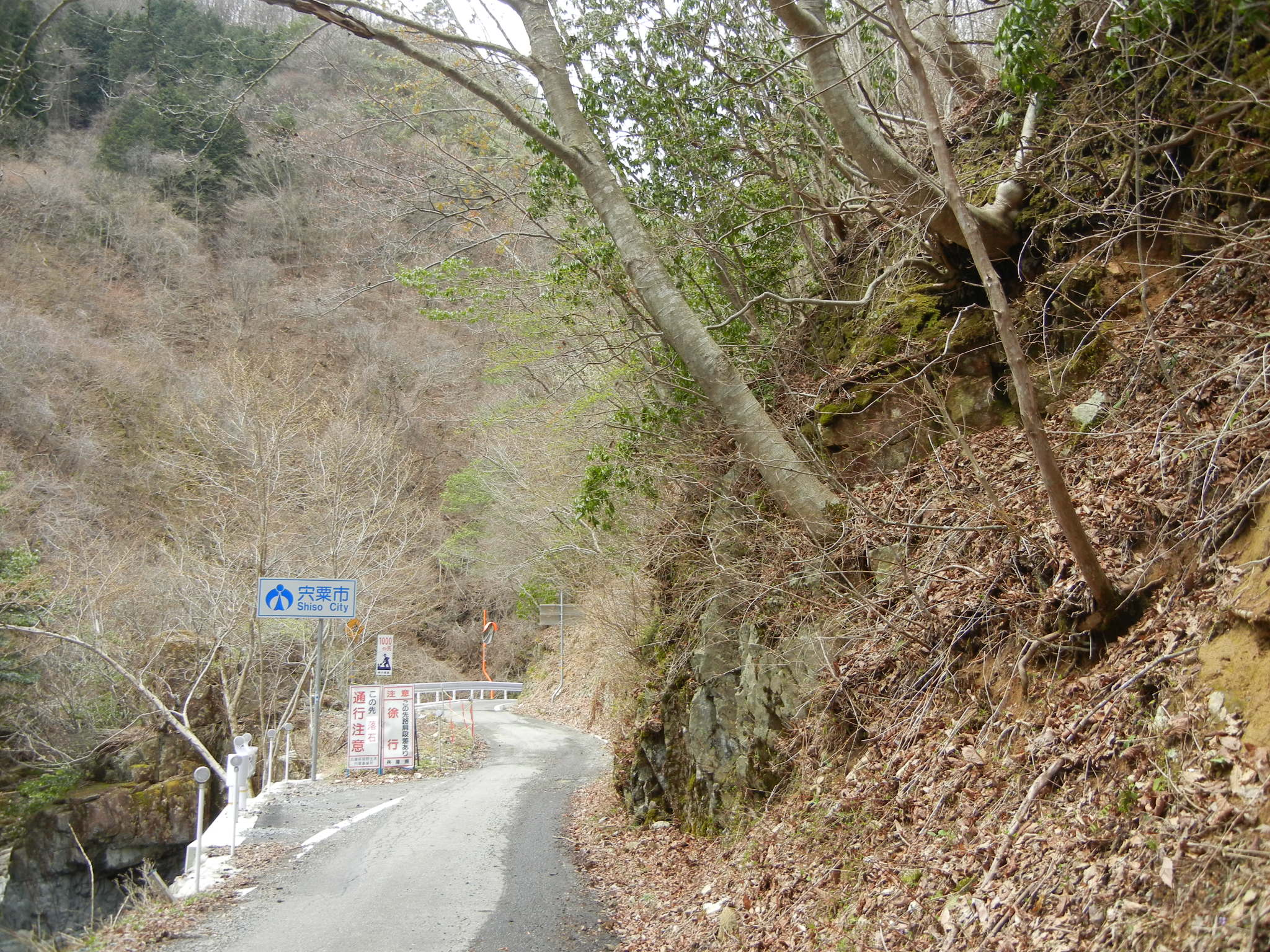
撮影：2012年4月

- 兵庫県道6号養父宍粟線（宍粟市一宮町福知、起点）
- 兵庫県道213号長谷停車場線・兵庫県道404号長谷市川線（神崎郡神河町長谷）
- 播但連絡道路生野ランプ（姫路方面からの出口のみ、朝来市生野町口銀谷）
- 国道312号（朝来市生野町口銀谷・生野交差点、終点）

### 沿線にある施設など
- 福知渓谷
- 砥峰高原